# Мартыновский сельсовет (Егорьевский район)
Мартыновский сельсовет — упразднённая административно-территориальная единица, существовавшая на территории Московской губернии и Московской области до 1959 года.
Мартыновский сельсовет был образован в первые годы советской власти. По данным 1923 года он входил в состав Поминовской волости Егорьевского уезда Московской губернии.
В 1925 году к Мартыновскому с/с был присоединён Великрайский с/с.
По данным 1926 года сельсовет включал деревни Великий Край, Мартыновская, Синевая, Федякино и Яковлево.
В 1929 году Мартыновский с/с был отнесён к Егорьевскому району Орехово-Зуевского округа Московской области.
14 июня 1954 года к Мартыновскому с/с был присоединён Низковский с/с.
27 июня 1959 года Мартыновский с/с был упразднён. При этом его территория была передана в Саввинский с/с.